# John C. Brandt
Pour les articles homonymes, voir Brandt.
John C. Brandt est un astronome américain principalement spécialisé dans l'étude des comètes. Il a passé une grande partie de sa carrière au Goddard Space Flight Center avant d'aller vers la fin des années 1980 à l'Université du Colorado à Boulder. Il est l'auteur de plusieurs ouvrages de vulgarisation. 